# État amoureux
« Amoureux » redirige ici. Pour les autres significations, voir Amoureux (homonymie).
L'état amoureux ou le sentiment amoureux est un ensemble de symptômes psychiques et physiques associés au fait de l'amour.
Alors qu'historiquement, être amoureux est considéré comme une brève maladie mentale provoquée par des changements intenses, associés à l'amour romantique, ce point de vue a ensuite été remplacé par la théorie des humeurs, qui fut à son tour abandonnée avec l'avènement des explications scientifiques de la psychiatrie.

## Présentation
Le concept est associé à un ensemble de métaphores essayant de transmettre la vitesse et l'intensité de la chute amoureuse, en la décrivant comme un processus physique de chute, ou par le fait d'être frappé (en tout cas de subir une atteinte au psychisme).
Alternativement, tomber amoureux est souvent décrit par la référence à la flèche Cupidon. 
D'autres sources, comme Tristram Shandy, décrivent le processus en se référant au fait d'être abattu avec une arme à feu : « je suis amoureux de Mme Wadman, dit mon oncle Toby. Elle a laissé une boule ici, a ajouté mon oncle Toby, en montrant sa poitrine. »
Selon le sociologue Michel Bozon, pour être amoureux, il faut se donner, confier des choses personnelles à l'autre.

## Psychanalyse
Le XXe siècle a vu le concept de la maladie amoureuse re-conceptualisé par la psychanalyse. 
Dès 1915, Freud a demandé de façon rhétorique : « N'entendons pas par « tomber amoureux  » un genre de maladie et de folie, une illusion, une cécité à l'égard de ce qu'est réellement l'être cher ? ». 
Un demi-siècle plus tard, en 1971, Hans Loewald (en) a choisi ce thème, en comparant le fait d'être en analyse à des passions et des conflits réveillés de nouveau à l'état amoureux, qui sont comme une maladie, avec toutes ses délices et sa douleur. »

## Symptômes
Le psychologue britannique Frank Tallis, dans un article de 2005,  suggère que le fait d'être amoureux devrait être pris plus au sérieux par les professionnels.
« Pour les victimes de l'amour, le monde semble altéré. Le remplacement de la planéité de l'expérience ordinaire est une plénitude ».
Selon Tallis, certains symptômes sont partagés par les amoureux, et comprennent :
- Euphorie, humeur anormalement élevée, estime de soi exagérée, faire des cadeaux extravagants
- Envie de pleurer
- Perte de concentration et difficulté à dormir
- Manque d'appétit
- Stress (pression artérielle élevée), douleurs dans la poitrine et au cœur, insomnies ; parfois provoqués par un « crush amoureux »
- Trouble obsessionnel-compulsif (soucis et préoccupations superficiels, parfois avec thématiques superstitieuses)
- Symptômes physiques psychologiquement créés, tels que des maux d'estomac, une variation de l'appétit, des insomnies, des étourdissements et de la confusion.

Plus concrètement, les niveaux de sérotonine des personnes amoureuses diminuent jusqu'à des niveaux retrouvés chez les patients atteints de trouble obsessionnel-compulsifs. Des études réalisées sur des personnes qui se disaient être « vraiment, follement, profondément » amoureuses, ont montré une activité cérébrale dans plusieurs structures communes avec la neuroanatomie du trouble obsessionnel–compulsif (TOC), par exemple, le cortex cingulaire antérieur et le noyau caudé.

## Critique
Certaines personnes qui ne seraient « pas d'accord avec les fondements de la thèse de Frank Tallis, selon laquelle l'amour devrait être considéré comme une maladie mentale, sont d'accord pour dire que dans certaines circonstances, et de façon extrême (passion amoureuse), la maladie amoureuse peut conduire une personne au désespoir. »
Ils suggèrent toutefois que « l'« amour déséquilibré » peut être compris plus précisément par la théorie de l'attachement ».

## Exemples littéraires
Le personnage de Roméo correspond à l'archétype du jeune amoureux, qui est devenu le modèle même de l'Amour.
Dans Possession de A. S. Byatt (1990), l'ancienne citation du héros de Robert Graves, à son nouvel amour : « Oh Love, be fed by apples while you may », fait écho au cantique de Salomon (« comfort me with apples: for I am sick of love »).